# Hamvas Béla-emlékérem
Az első emlékéremet 2003-ban adták át, ebben az évben határozta el Somogyi Tamás szobrászművész, hogy Hamvas Béla emlékére bronzérmet készít, amelynek évente egy példányát azoknak ajánlja föl, akik Hamvas szellemében kivették és kiveszik részüket az értékőrzésből és az értékek tudatosításából. Azóta minden évben egy érem készül, és az előző évi jutalmazott tesz javaslatot arra, hogy ki legyen a következő megajándékozott. A kitüntetett lehet bárki, aki Hamvashoz méltó komolysággal és derűvel, kitartással és szerénységgel munkálkodik a maga területén, és követi Hamvas Béla szellemiségét.

### Hamvas Béla emlékérem díjazottjai
2003 - Lőcsei (Tóth) Péter, irodalomtörténész, Weöres-kutató (Kőszeg)
2004 - Gyurácz Ferenc, irodalomtörténész (Szombathely)
2005 - Mórocz Zsolt, író (Kőszeg)
2006 - Dúl Antal, a Hamvas-életmű kiadója (Szentendre)
2007 - Danyi Zoltán, író (Vajdaság)
2008 - Marghescu Mária, könyvkiadó (Budapest)
2009 - Thiel Katalin, Hamvas-kutató, főiskolai tanár (Eger)
2010 - Szathmári Botond, a budapesti Hamvas Béla Kör vezetője, főiskolai tanár (Budapest)
2011 - Darabos Pál, Hamvas Béla tanítványa, könyvtáros (Budapest)
2012 - Molnár Sándor, Hamvas Béla tanítványa, festőművész (Budapest)
2013 - Molnár László, festőművész, Molnár Sándor tanítványa (Gyöngyöspata)
2014 - Winhardt Ferenc, zenetanár (Németország)
2015 - Gölöncsér Balázs, szakdiplomata (Párizs)
2016 - Maria Winhardt (Németország)
2017 - Alexa Károly, irodalomtörténész, szerkesztő (Egyházashetye)
2018 - Czakó Gáor, író (Budapest)
2019 - Buji Ferenc, filozófiai író, műfordító (Nyíregyháza)
2020 - László András, filozófus, Hamvas Béla tanítványa (Budapest)
2021 - Horváth Róbert, vallásfilozófus, szerkesztő (Bicske)
2022 - Kőszegi Lajos, esszéíró, szerkesztő (Veszprém)
2023 - Várhegyi Miklós, filozófus, szerkesztő (Pécs)
2024 - Kurucz Anikó, irodalomtörténész (Kürt)
2025 - Stamler Ábel, vallástudós (Balatonberény)